# Vítkovce (przystanek kolejowy)
Vítkovce – przystanek kolejowy znajdujący się we wsi Vítkovce w kraju koszyckim na linii kolejowej nr 180 na Słowacji.